# Place Saint-Pierre (Le Mans)
Pour les articles homonymes, voir Place Saint-Pierre (homonymie).
La place Saint-Pierre est une place qui se situe au Mans.

## Historique
Elle fut durant tout le Moyen Âge et jusqu'à la révolution, le pendant laïc de la place Saint-Michel au sein de la Cité Plantagenêt.
La place fut un haut lieu de la vie sociale du Mans. D'abord, parce qu'elle fut choisie pour installer le palais comtal des seigneurs du Maine. La place fut ainsi mise sous l'autorité des comtes du Maine, souvent aux prises avec les évêques de la ville. Dès l'avènement de la dynastie des Plantagenêt, et notamment lors de la naissance d'Henri II d'Angleterre dans le palais, celui-ci fut renommé Palais royal Plantagenêt. La place fut transformée sous l'autorité des comtes, bien que Guillaume Le Conquérant ait lui aussi contribué à l'édification de la collégiale Saint-Pierre-la-cour. Celle-ci sera embellie par les travaux d'Henri II Plantagenêt en 1175.
Au XVIe siècle, les premiers bourgeois s'installent sur la place. La plus grande demeure restant aujourd'hui de ce bouleversement social est l'hôtel de Vignolles, aussi nommé Le Petit-Louvre. Il se situe au nord-est de la place dans un actuel renfoncement de la rue de l'Écrevisse. Cette demeure fut celle du chef protestant de la ville au moment des guerres de religion en 1562. L'ancien palais royal deviendra hôtel de ville. La façade nord donnant sur la place sera refaite entre 1760 et 1764. La façade sud, donnant sur les jardins Pierre de Ronsard conservera l'aspect originel datant du Moyen Âge. Quant à l'escalier des Ponts-Neufs, il fut créé à la fin du XIVe siècle. En soit, il ne s'agissait pas d'un simple escalier, mais d'une porte de l'enceinte médiévale. Cette porte, communément appelée Porte des Ponts-neufs permettait l'accès aux habitants du faubourg Saint-Nicolas. Aujourd'hui, le haut de l'escalier des Ponts-Neufs offre une vue incomparable sur les quartiers Saint-Nicolas et des halles. La place, elle, est devenue à la fois administrative avec la présence de l'hôtel de ville; et en même temps place populaire avec les restaurants et bars branchés qui s'y trouvent aussi bien ici que dans la Grande Rue.
En tant que place centrale du pouvoir politique de l'ancienne cité, une statue de Louis XIV y fut érigée et occupa pendant longtemps la place entre le XVIIe et le XVIIIe siècle. Un jeu de va-et-vient fut orchestré aux moments de l'Empire et de la Restauration. Quelques documents d'époque attestent par exemple de sa réinstallation dès 1815.

## Bâtiments remarquables et lieux de mémoire

### Palais royal Plantagenêt

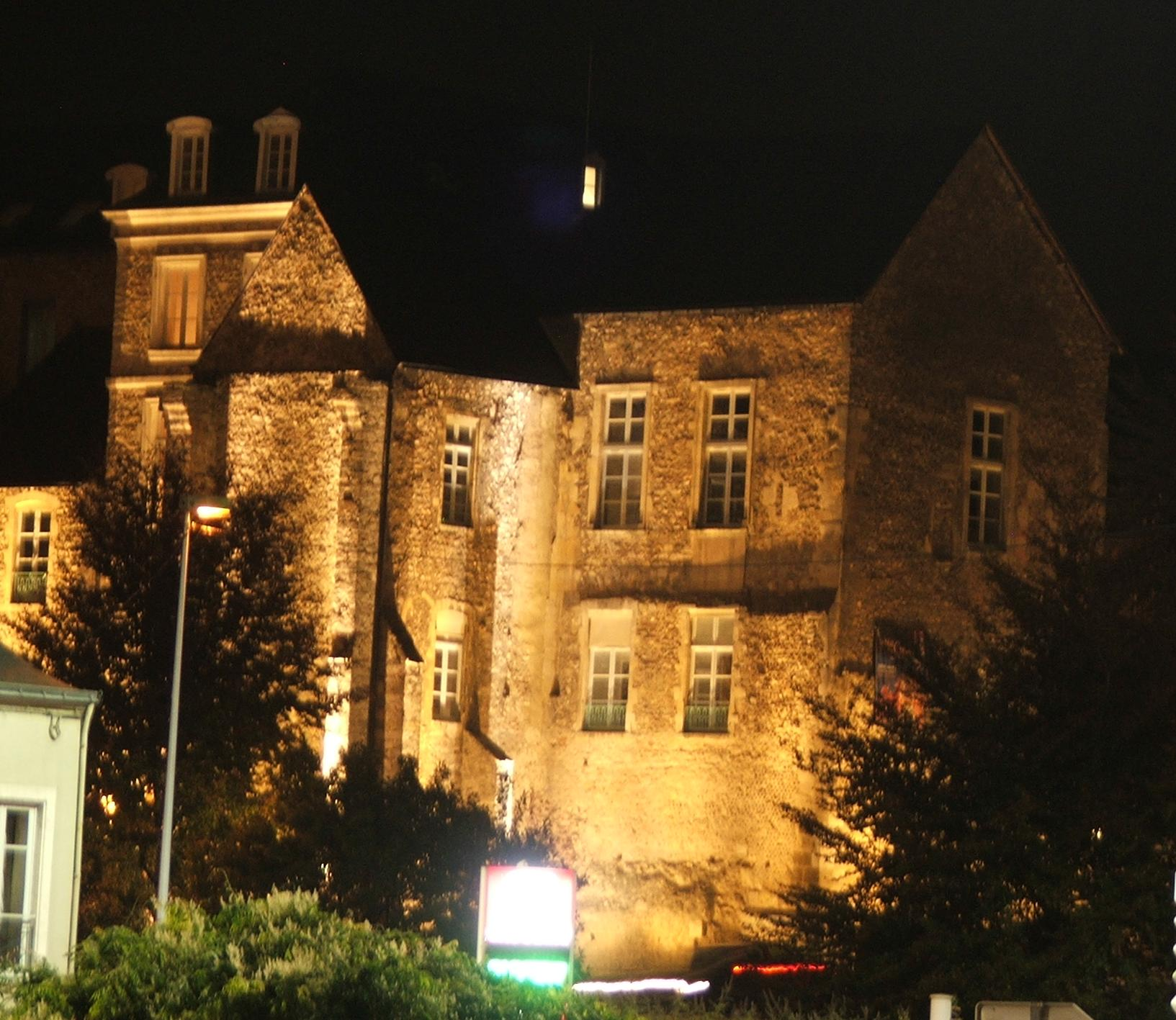
Le Palais de nuit depuis les Jacobins

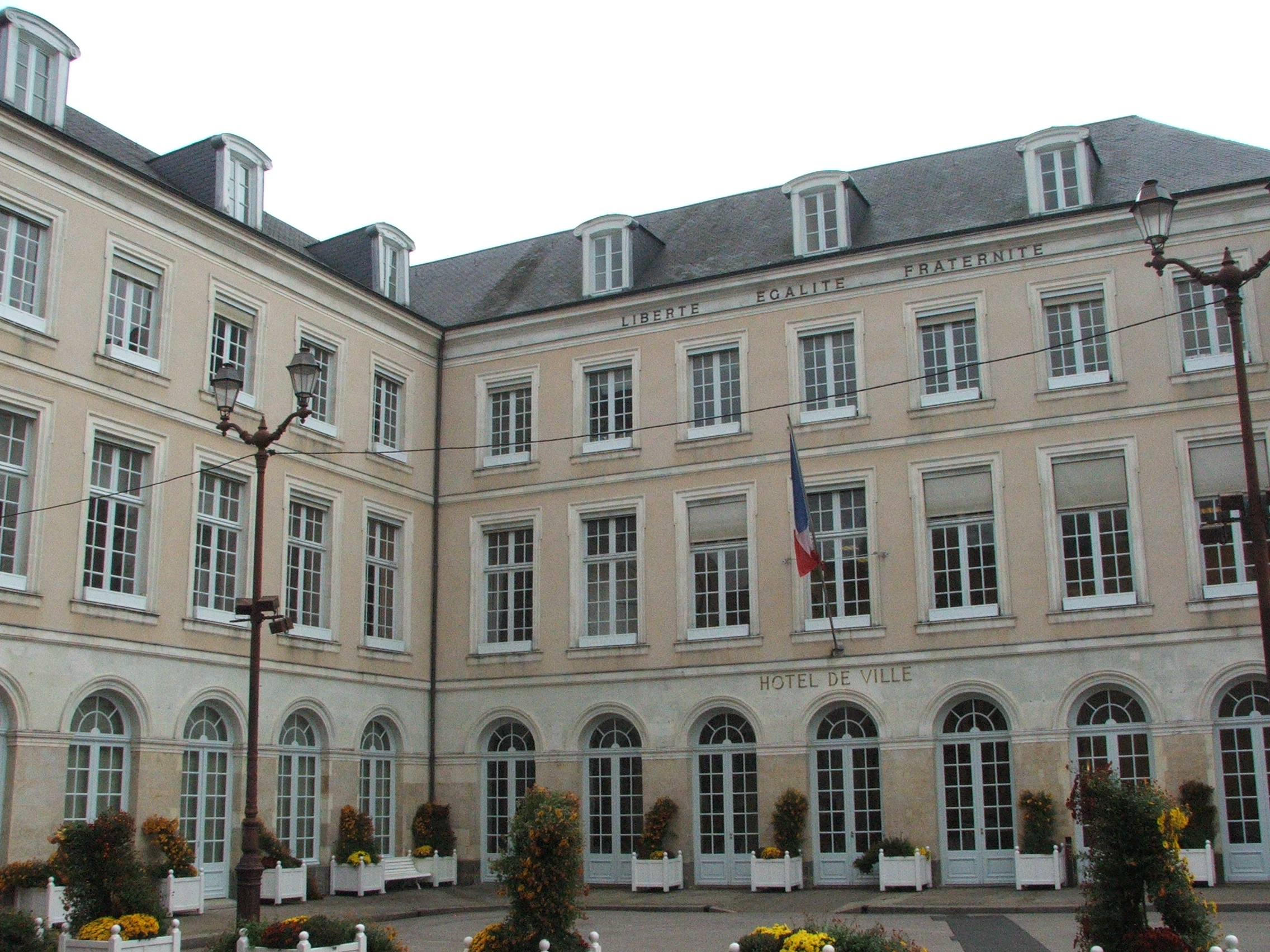
Façade rénovée de la mairie en 2009

Le Palais des comtes du Maine fut la demeure de Geoffroy Plantagenêt et de la dynastie éponyme. Il se situe au sud-est de la place et domine toute la partie sud du Vieux-Mans. L'édifice fut bâti par Hugues 1er entre 970 et 1015 contre la muraille gallo-romaine. Les façades de l'hôtel de ville furent remaniées et transformées à la fin du XVIIIe siècle, puis durant l'entre-deux-guerres. Il fut autrefois adossé aux remparts, qui ont aujourd'hui disparu sur cette partie de la vieille ville. Le gros pilier datant de la première fortification (XIVe et XVe siècles) est toujours visible dans les jardins Pierre-de-Ronsard. Aujourd'hui encore, le palais domine les quartiers Saint-Nicolas et Jacobins. Il est devenu aujourd'hui le siège de l'hôtel de ville.
Toutefois, la place telle qu'on la voit aujourd'hui est bien différente de telle qu'elle devait être au Moyen Âge. La première différence de taille est l'importance du palais comtal puis royal. Celui-ci venait s'accoler à la collégiale, postée à l'extrémité ouest de la place. D'ailleurs, le palais englobait également l'hôtel de Vignolles. Aujourd'hui donc, toute la partie sur de la place n'est qu'un découpage effectué lors des destructions et restaurations nombreuses du palais dès le début du XVIe siècle, date d'abandon du palais du duc Charles d'Anjou à ses fidèles serviteurs dans la ville. Aujourd'hui le bâtiment se sépare en deux grandes parties nettement distinguables par le visiteur. La partie ancienne a conservé les vieilles pierres et son aspect médiéval. Cette partie est notamment visible depuis les jardins Pelletier, au sud de la place. Sur la place, au nord de l'édifice, on constate les parties refaites ou clairement contemporaines. Le bureau du maire serait par tradition folklorique, l'ancienne pièce où naquit Henri II, futur roi d'Angleterre.

### Lacollégiale Saint-Pierre-la-Cour

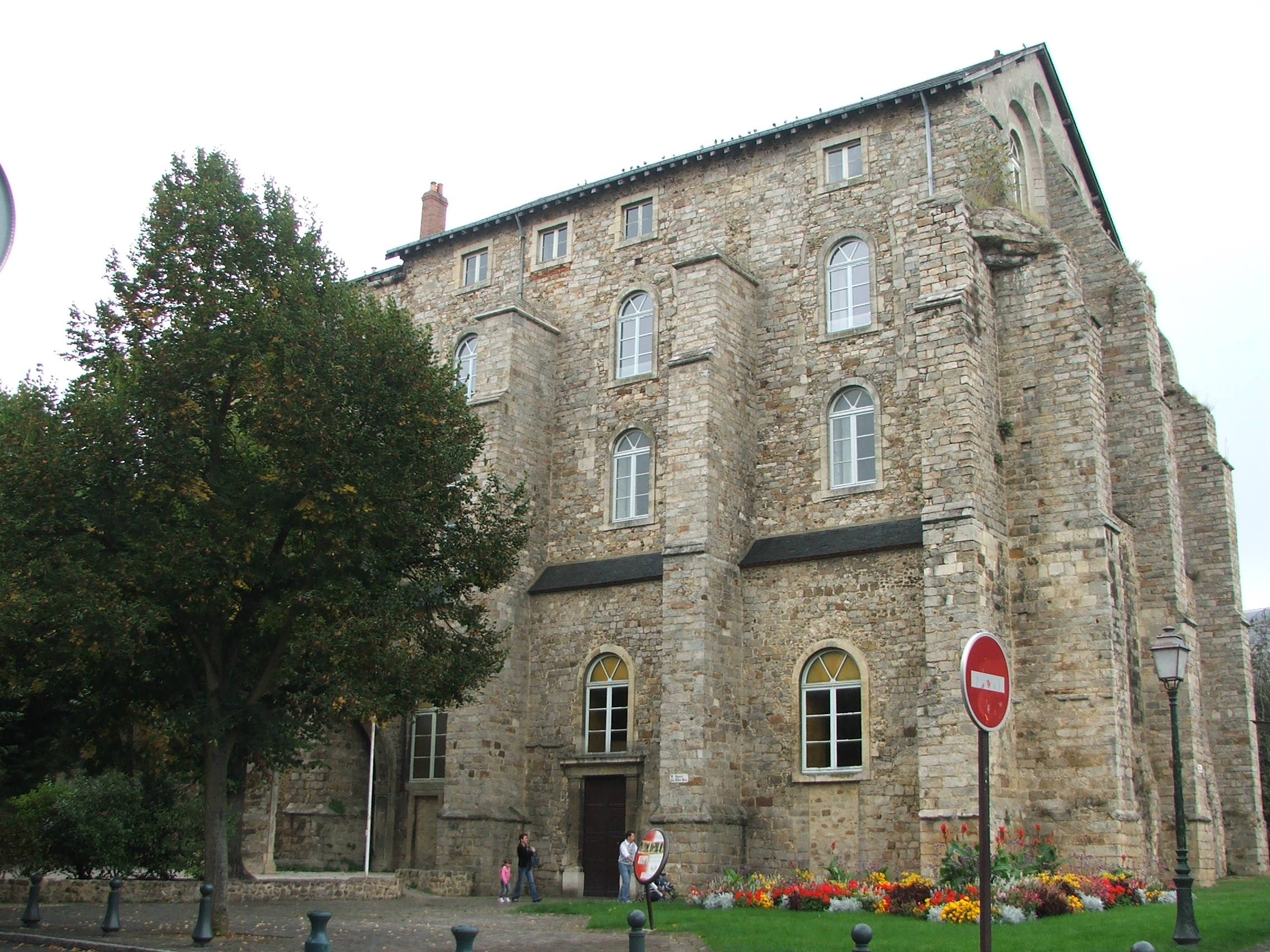
Façade sud-ouest de la collégiale

La collégiale Saint-Pierre-la-Cour est l'ancienne église dédiée aux comtes du Maine. Autrefois, elle venait jouxter le palais, qui s'étendait davantage vers l'ouest de la place. L’église première est d’abord construite pour éviter que les invasions normandes, apparaissant dès 865, ne mettent en péril les reliques de sainte Scholastique. C’est ainsi que la chapelle Saint-Pierre, située hors des fortifications n’est pas suffisante pour protéger les reliques. Une nouvelle église Saint-Pierre est donc créée au Xe siècle par le comte Hugues. Bien qu'elle soit ruinée par un incendie au début du XIIe siècle, elle est rétablie en 1175 par Henri II Plantagenêt qui l’embellit d’une travée et d’une tour au nord-ouest. Lors de la guerre de Cent Ans, l’édifice est fortifié sur trois niveaux. Au XVe siècle, on construit cinq chapelles autour du chœur. Elle sera largement modifiée après la Révolution et jusqu'au XXe siècle, où l'on devra faire en sorte que la partie conservée puisse s'adapter au mieux avec ses attributions nouvelles : écoles, puis lieu de spectacle, puis musée. Aujourd'hui, la collégiale est à considérer comme le cinquième musée municipal de la ville. Ses deux principales attributions sont musée d'art moderniste ou contemporain et scène de représentation musicale dédiée au classique ou au jazz (très utilisée dans le cadre du festival international de l'Europa Jazz Festival). La collégiale n'a cependant aucune entrée sur la place. Seul un petit bout de son mur d'enceinte nord est visible depuis la salle. Des services municipaux sont installés à cet endroit. L'entrée dans la collégiale se fait à partir des Jardins Pierre de Ronsard.

### L'ancienne école mutuelle de la Place Saint-Pierre

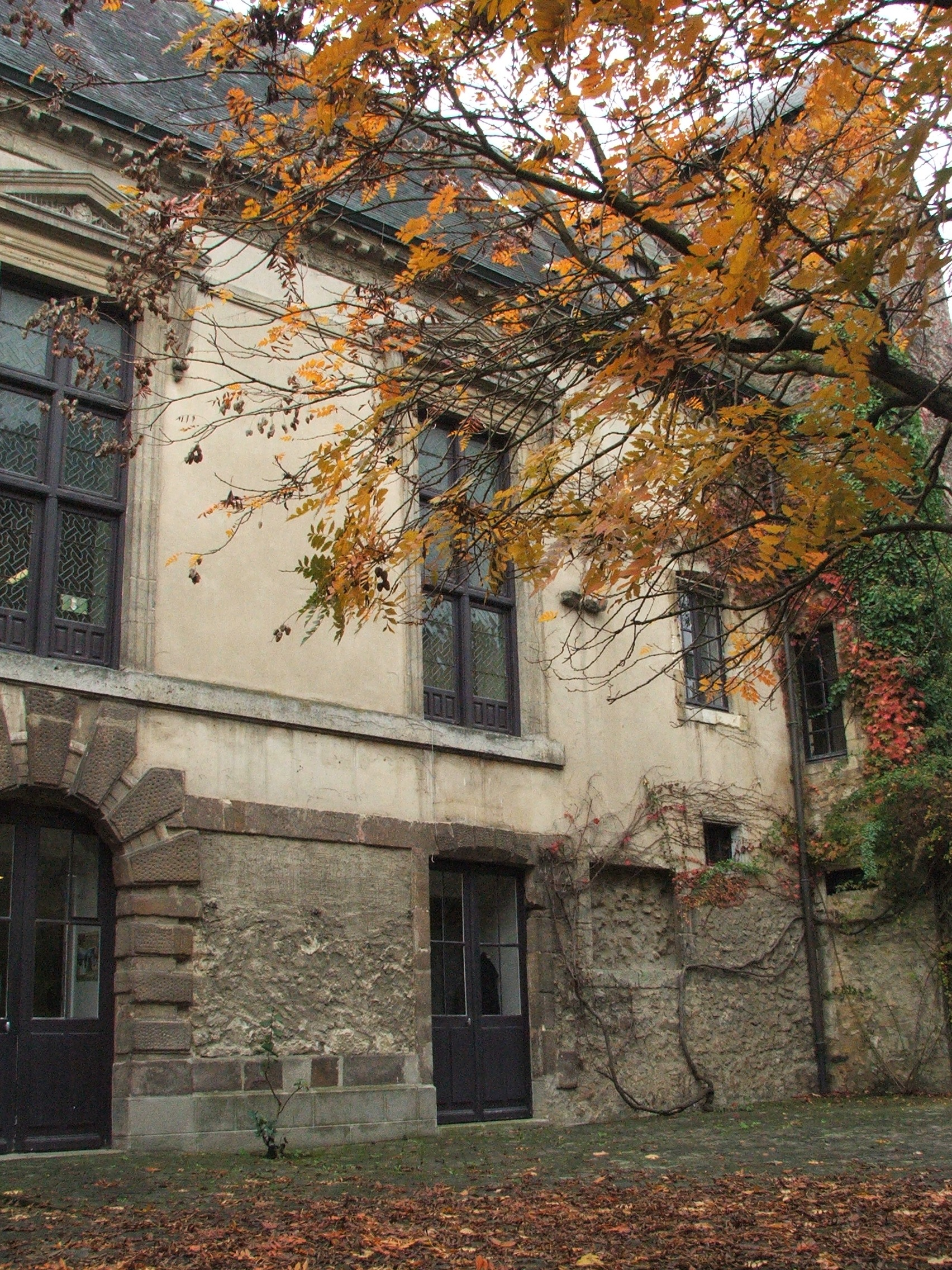
Façade est de l'hôtel de Vignolles

La collégiale fut pendant longtemps occupée par l'école mutuelle du Mans. Elle sera renommée École Mutuelle François Dulac, en l'honneur de celui qui œuvrera pendant 40 ans pour sa constitution. Depuis 1819, l'école communale avait pris place dans les anciens abattoirs de l'enclos des Visitandines, place de la République. Seulement, entre la prison et l'hôpital des halles, l'école se révélera bientôt infestée de microbes divers. À partir de 1833, la loi Guizot autorise les villes à ouvrir des écoles élémentaires publiques. Les manceaux songent alors à disposer des locaux de la collégiale Saint-Pierre pour y mettre les jeunes enfants et leur maître. Sous la direction de l’architecte Delarue, on bâtit l’école sur deux niveaux, sans compter la salle de réunion et les logements des instituteurs. L’ouverture officielle se fait le 4 septembre 1834. L’école de la place Saint-Pierre est née. François Dulac s’installera dans la collégiale à compter de l’automne 1835. Mais il faudra encore patienter de nombreuses années avant que les bâtiments soient complètement finis et surtout salubres. L'étage supérieur de la collégiale comprenant la principale salle de classe donne sur la place. Cet espace est aujourd'hui occupé par les services annexes de la mairie.

### L'hôtel de Vignolles
L'hôtel de Vignolles ou hôtel du petit Louvre fut construit en 1549 par Jean de Vignolles. L’hôtel ne fut jamais achevé. L'hôtel se situe au nord-est de la place, il est enclavé entre d'autres constructions plus petites, mais l'étouffant complètement. Le terrain sur lequel l'hôtel fut construit, est une ancienne dépendance du palais royal. Ce large espace composait les jardins est du palais. Encore une fois, un tel édifice dépend de la dislocation du palais comtal puis royal au XVIe siècle. Le terrain fut racheté à un seigneur Bordelais en 1548 par Jean de Vignolles, qui y bâtit cet hôtel, plus impressionnant de l'intérieur que de l'extérieur à cause de son large espace au sol. Son architecture est d'un style gothique local. Son axe de circulation est résolument vertical du fait de son architecture de transition. L’hôtel s’inscrit dans une position particulière dans la ville car il amène un renouveau au parti traditionnel du XVe siècle. L’hôtel est très largement marqué par l’architecture seigneuriale du Haut-Maine cependant. Pour autant, il atteste de similarités dans les racines des demeures seigneuriales rurales et urbaines. Si sa construction n’est pas, par définition, luxueuse ; son étalement au sol est monumental en comparaison aux autres hôtels bâtis majoritairement en hauteur, au sein du Vieux-Mans. Son architecture particulière le situe à mi-chemin entre architecture parisienne et architecture Ligérienne, comme la position de la ville et ses attirances naturelles sur la carte de France. Nul doute que Vignolles fut particulièrement attentif à l’effet produit sur le visiteur. D’abord, il voulut amener plus de parisianisme au Mans avec son architecture extérieure. Ensuite, il prit en considération la démarche du visiteur. Le but fut certainement d’épater, de flatter et de dominer toute la fine fleur du protestantisme régional et notamment le protestantisme Saumurois. L’hôtel de Vignolles est l’exemple type de l’hôtel classique national qui sera construit à Paris comme ailleurs en France jusqu’au milieu du XVIIe siècle. L’hôtel est propriété de la ville du Mans depuis 1926. Aujourd’hui encore, les restaurations continuent, une division en deux de l’hôtel en 1799 ayant profondément marqué voire défiguré sa beauté originale.